# Der Bürgermeister von Delft und seine Tochter
Der Bürgermeister von Delft und seine Tochter, auch Der Bürger von Delft und seine Tochter genannt, ist ein 1655 fertiggestelltes Gemälde des holländischen Malers und Meisters des Genrebildes Jan Steen. Das Gemälde entstand während des Goldenen Zeitalters und wurde mit der Technik Öl auf Leinwand in den Maßen 82,5 × 68,5 cm gefertigt. Es befindet sich seit 2004 im Rijksmuseum Amsterdam.
Im Zentrum des Bildes ist eine vierköpfige Personengruppe vor einem Hauseingang in Delft zu erkennen. Ein Mann mit Hut sitzt breitbeinig an das Geländer gelehnt auf der Treppe, während ein junges Mädchen links von ihm die Treppe hinabsteigt. Rechts des Mannes steht eine Frau von einem kleinen Jungen begleitet, die ihre rechte Hand bittend nach einer Spende ausstreckt. Beide sind durch das Geländer von dem Mann mit Hut und dem jungen Mädchen abgetrennt.
Im rechten Bildteil ist die Oude Delft zu sehen, über welche sich eine Brücke spannt. Auf dieser steht ein Mann. Im Hintergrund ist der Westturm der Oude Kerk, der Oude Jan, zu erkennen.
Bei dem auf der Treppe sitzenden Mann mit Hut und dem jungen Mädchen, das die Treppe hinuntergeht, handelt es sich um den Kornhändler Adolph Croeser und dessen Tochter Catharina. Diese Identifizierung fand erst 2006 statt und löste dadurch ein jahrhundertealtes Rätsel. Ursprünglich dachte man, dass auf dem Bild der Bürgermeister von Delft abgebildet sei.
Die Komposition des Bildes war Vorlage für die Werke anderer holländischer Künstler, wie Gabriel Metsu, Pieter de Hooch, sowie Jacob Ochtervelt.
Dieses Gemälde bleibt sowohl in Jan Steens Gesamtwerk, als auch in der holländischen Malerei einzigartig, da in diesem Kunstwerk derart viele Genres (Genrebild, Vedute, Stillleben und Porträt) auf geschickte Weise miteinander verbunden wurden.